# Neujahrsfest (Altes Ägypten)
Das altägyptische Neujahrsfest (Heb mesiu Re) wurde am ersten Tag des Monats Wepet-renpet unter dem Beinamen Heb-tepi-renpet wepet-renpet gefeiert, gleichzeitig im Alten- und Mittleren Reich der erste Monat der Jahreszeit Achet und Geburtstag der Gottheit Re-Harachte beziehungsweise Re.

## Hintergrund
Das Neujahrsfest war im ägyptischen Verwaltungskalender festgelegt und hatte seinen Ursprung im Sothis-Mondkalender. Die Feierlichkeiten wurden zum festgesetzten Kalendertermin unabhängig von der Nilschwemme begangen. Das altägyptische Neujahrsfest begann „in der Nacht des fünften Tages der Jahreszeit Heriu-renpet“. Mit den ersten Sonnenstrahlen des ersten Achet I hielt das neue Jahr kurze Zeit später Einzug, wobei die „Geburt des Re“ noch im alten Jahr den Anfang nahm und im neuen Jahr zum Zeitpunkt des „Erscheinens des Re“ vollzogen war.
Die zweite Neujahrsfeier nannten die Ägypter Sothis-Fest, das an den heliakischen Aufgang des Sirius gebunden war. Die Ägypter begingen daher zumeist zweimal im Jahr das Neujahrsfest. Eine Ausnahme bildeten die vier Jahre im Sothis-Zyklus, wenn der heliakische Aufgang auf den ersten Tag des ersten Jahresmonats fiel. Dieses seltene Ereignis wiederholte sich erst  nach etwa 1.452 Jahren. 

### Altes- und Mittleres Reich
Im Alten- und Mittleren Reich hießen die ersten Tage des Monats „Öffner“. Im Festkalender des Niuserre, der Bestandteil der Dekorationen im Sonnenheiligtum des Niuserre war, ist die Neujahrsfeier mit dem ersten Monat der Jahreszeit Achet verbunden. Als weiteres Synonym ist die Monatsbezeichnung „Monat des Re-Festes“ bezeugt. Aus der 12. Dynastie datiert der Festkalender der Akrobatentruppe, in welchem das Neujahrsfest ebenfalls auf dem ersten Achet-Monat lag.

### Neues Reich und Spätzeit
Mit Beginn des Neuen Reiches wechselte die Bezeichnung „Öffner“ in „Erster Tag“. Als einziger Begriff blieb die Benennung des Neujahrstages mit „Öffner des Jahres“ bestehen.
Alan Gardiner wie auch Richard-Anthony Parker vermuten, dass der „Monat des Re-Festes“ im Laufe der Kalendergeschichte die Jahresform wechselte, weshalb sich ab dem Neuen Reich das Neujahrsfest auf den zwölften Monat unter dem neuen Namen Mesori verschob.